# 尖沙咀海濱花園

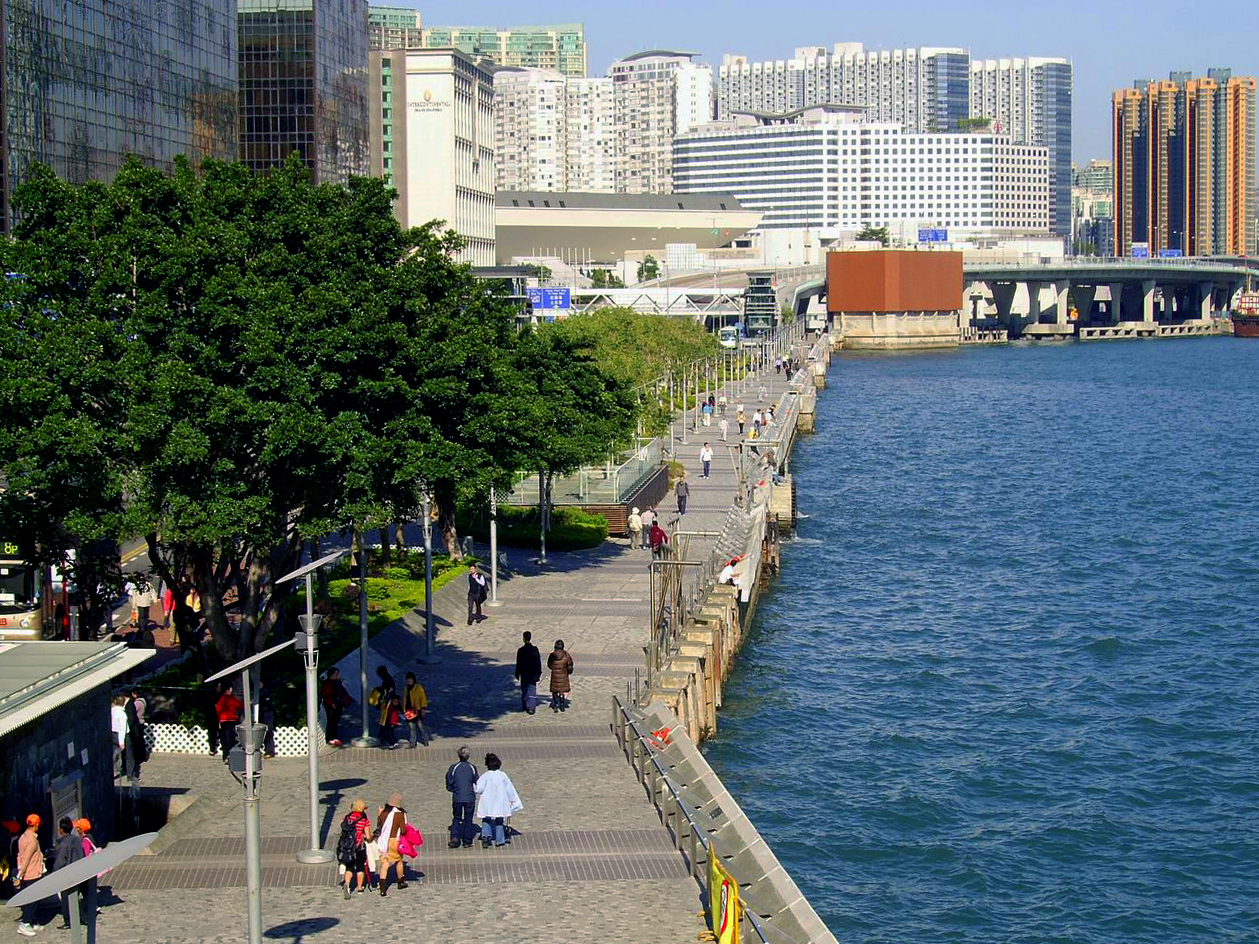
梳士巴利道旁的尖沙咀海濱花園

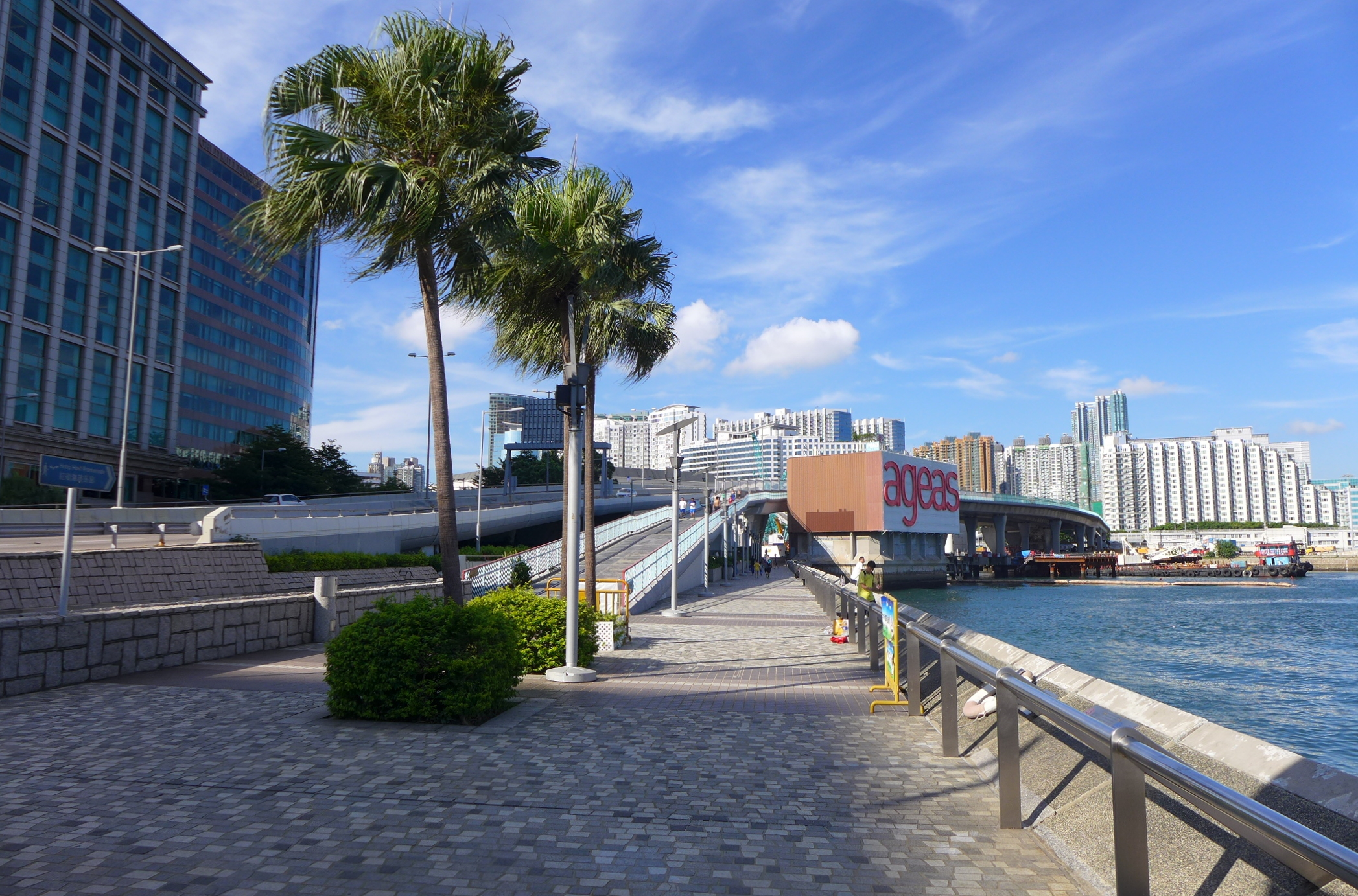
海濱花園近紅磡一段（圖中左邊是前往紅磡海濱花園，右邊是前往紅磡站）

尖沙咀海濱花園（英語：Tsim Sha Tsui Promenade），俗稱尖沙咀海濱長廊、尖東海傍，位於香港九龍尖沙咀海旁的海濱大道，由康樂及文化事務署管理，從該處可以欣賞維多利亞港的風景。公園有部份全長1.6公里、西至尖沙咀天星碼頭、東至紅磡海底隧道九龍的入口；延伸部份全長約250米、西至海灣軒的西南角，東至建灣街與紅磡海濱花園連接。兩個部份由紅磡繞道行人通道連接。
尖沙咀海濱花園的東段是全香港第一段永久的海濱長廊。

## 歷史
尖沙咀海濱公園可大致分為東西兩部分。
尖沙咀海濱花園西部的位置前身是九廣鐵路連接何文田及尖沙咀站之間的路軌的其中一段。九廣鐵路改以紅磡站（當時稱為「九龍車站」）作為終點站後，路軌拆卸，原址作為文娛及商業用途，海濱長廊便是其中一個設施。新世界中心以東的公園東部，其位置前身是紅磡灣一部份，隨著1960年代末期的尖沙咀東填海工程成為陸地。
尖沙咀海濱花園分兩階段開放，首階段是沿梳士巴利道的公園東部，於1982年6月24日開放。西部則於1989年與香港文化中心同步開放。
2011年9月3日，紅磡碼頭以西的新海濱花園正式開幕，佔地1.25公頃，全長約500米，其中位於油尖旺區的一段劃作尖沙咀海濱花園延伸部份，位於九龍城區的一段則劃作紅磡海濱花園。新海濱花園連貫了尖沙咀與紅磡的海濱，讓市民可由尖沙咀天星碼頭，經尖沙咀海濱花園、紅磡繞道行人通道、尖沙咀海濱花園延伸部份、紅磡海濱花園、紅磡海濱長堤及大環山公園海濱長廊，步行至紅磡灣到海逸豪園。

## 美化工程
尖沙咀海濱花園美化工程共耗資1.9億港元，於2004年8月開始歷時近兩年至2006年5月完成，整個工程可分為文化中心、香港星光大道、餐廳、交通接駁站、海傍及市政局百週年紀念花園六個部分。
為配合尖沙咀一帶各建築物的色調，營造統一效果，整個長廊均以灰白色為主題顏色。文化中心及海傍地台亦重新鋪設地磚及天然花崗石，碼頭的鐘樓也由原來的羅馬式廣場，變成較為簡約的設計。文化中心對開的螺絲型樓梯觀景台則改為方正樓梯，方便市民及遊客欣賞維港景色，整個羅馬式拱門也被拆除，以便擴闊海濱長廊的視野。
長廊對開的燈柱亦全部向內移，增加了節能光管及喇叭，方便旅客欣賞及拍攝維港夜景。沿路並種植了不少植物，營造田園及綠化效果。位於新世界中心一個屬於政府的海水泵房，也改建成一間落地玻璃建成的餐廳（部分由星巴克經營），室內面積共2000平方呎，預計可容納200人。為了讓旅客感受香港的藝術氣息，建築署更將12件由香港藝術家創作的雕塑排列於長廊上。

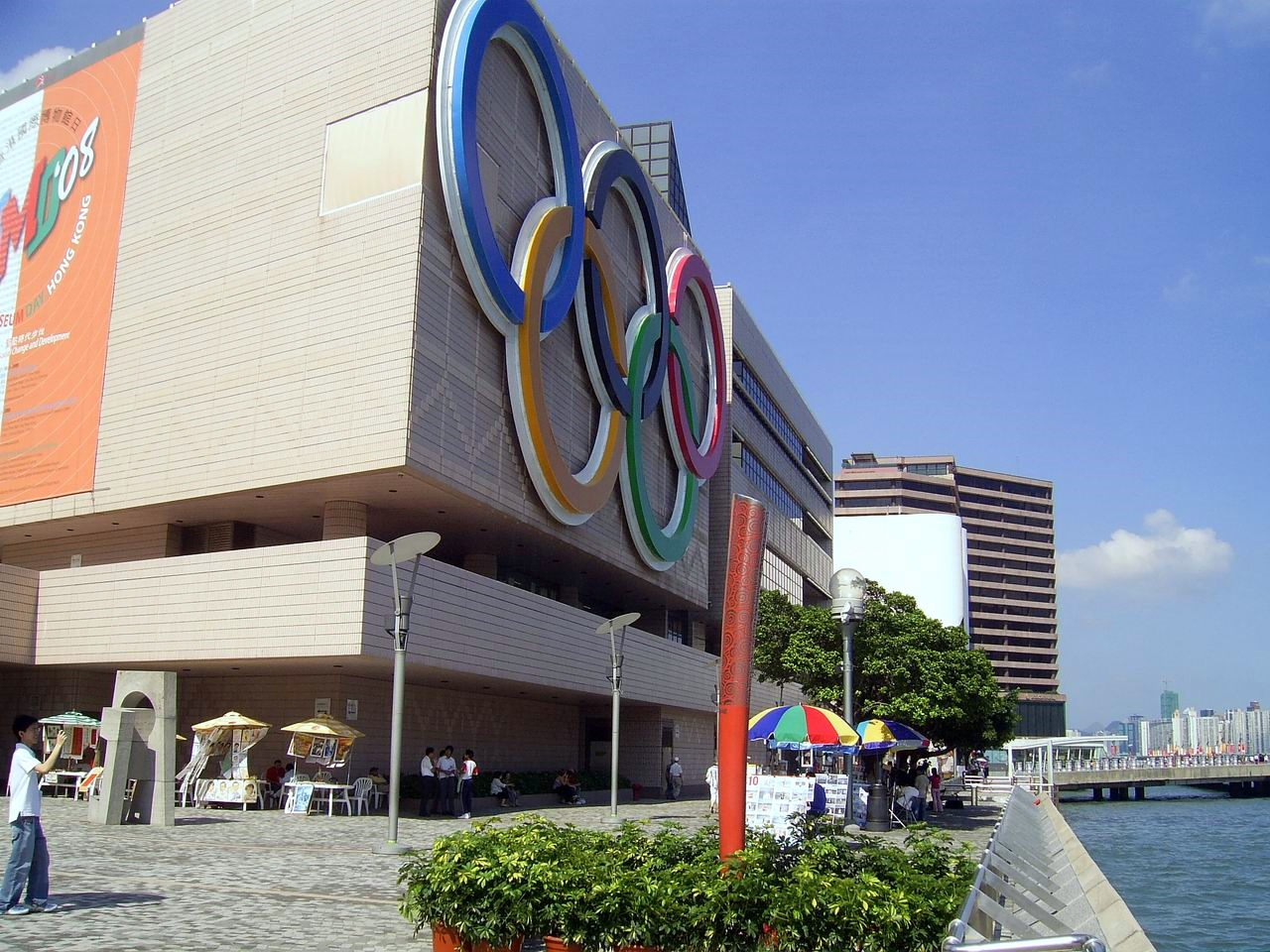
近香港藝術館一段
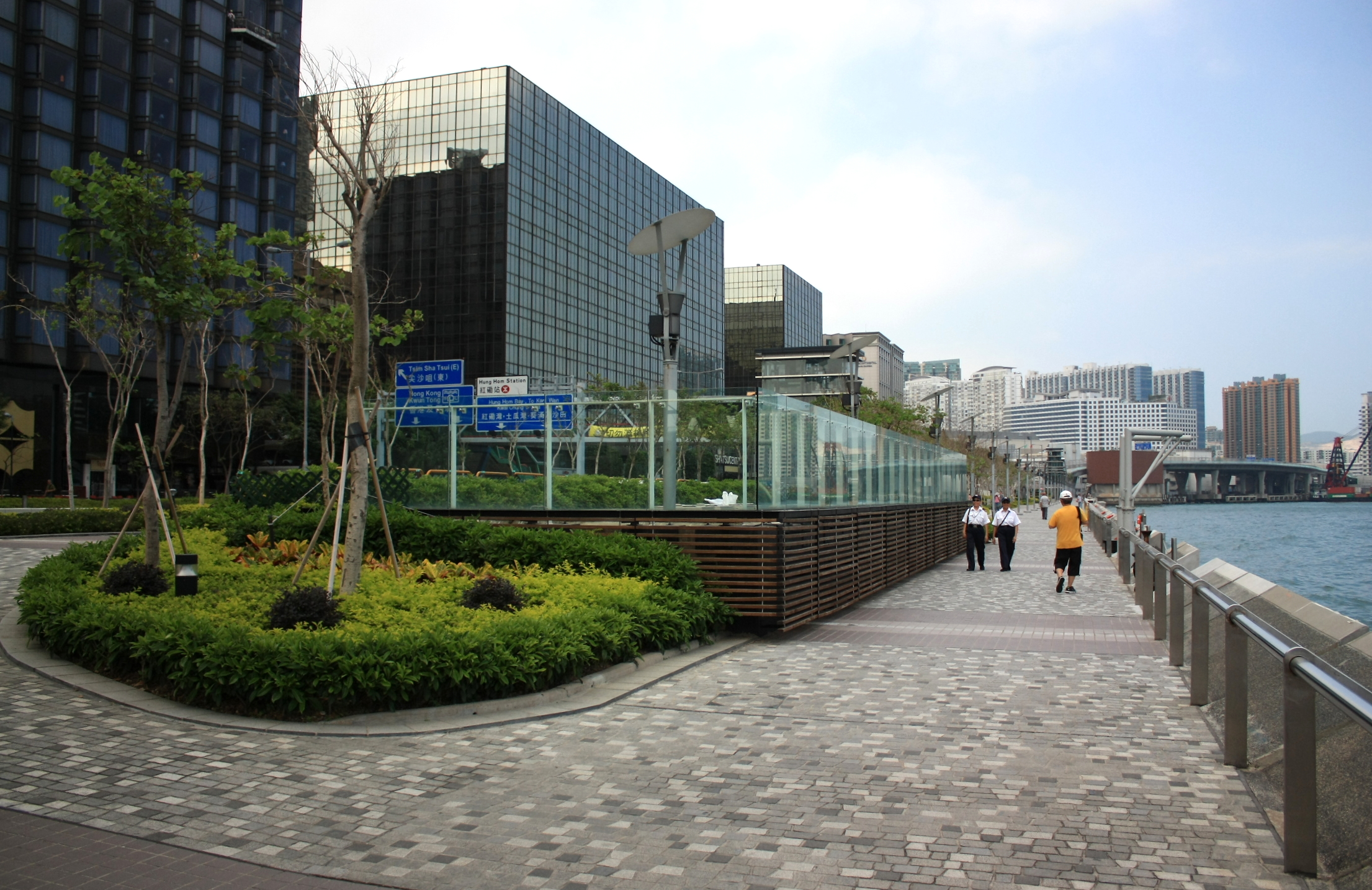
近尖東一段
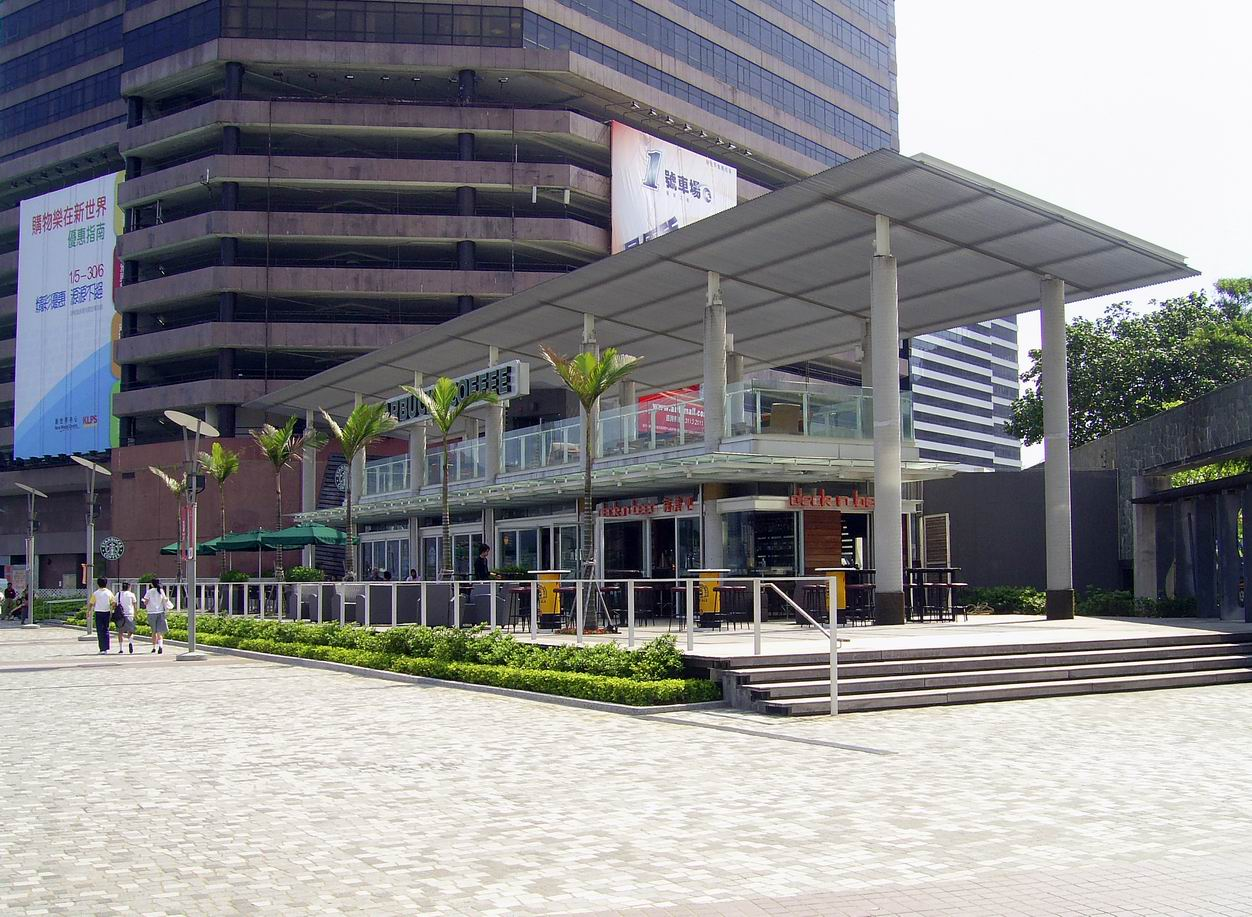
落地玻璃餐廳 (於2015年-2019年1月停用)
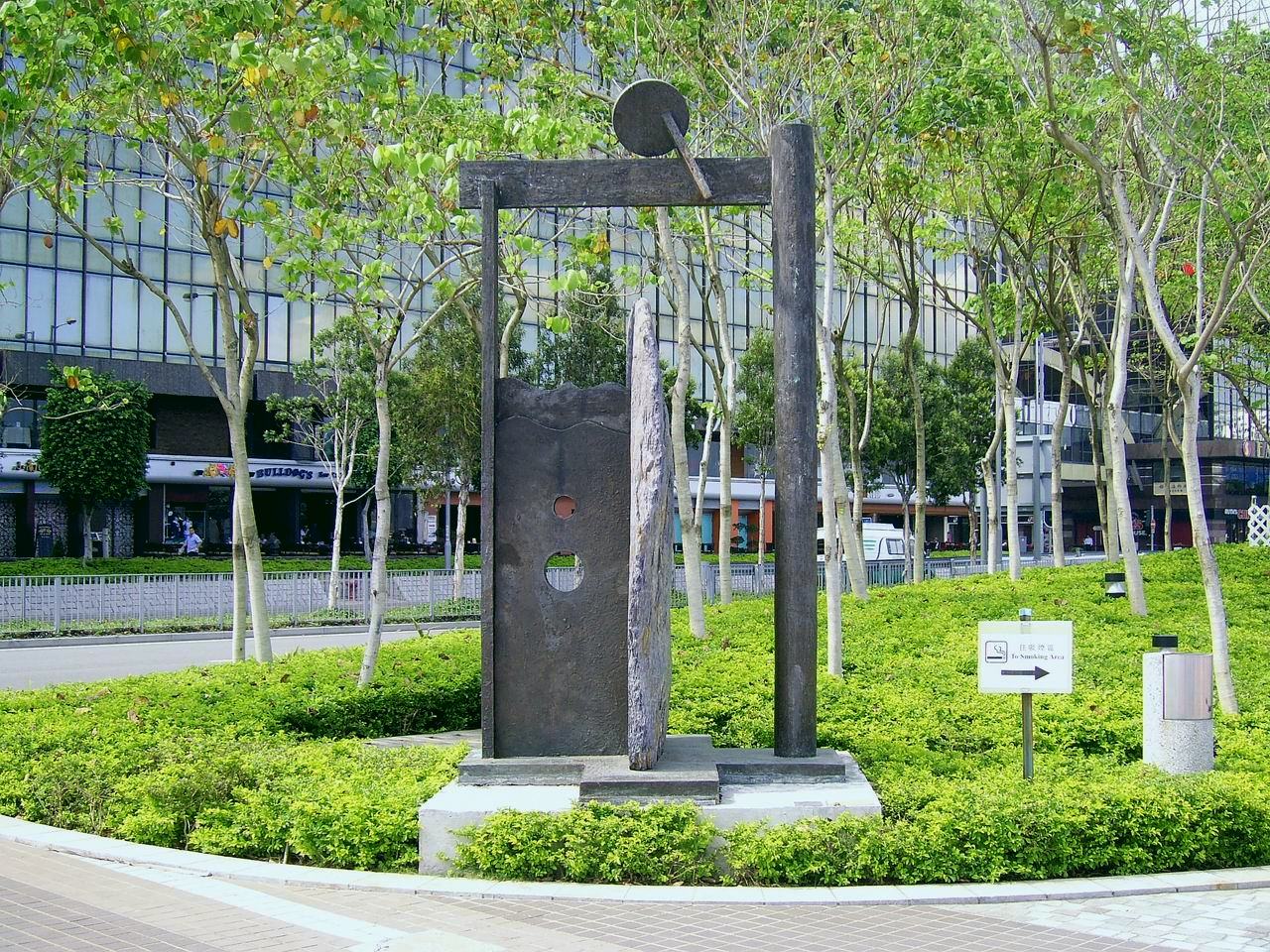
香地雕塑「三元九宮」
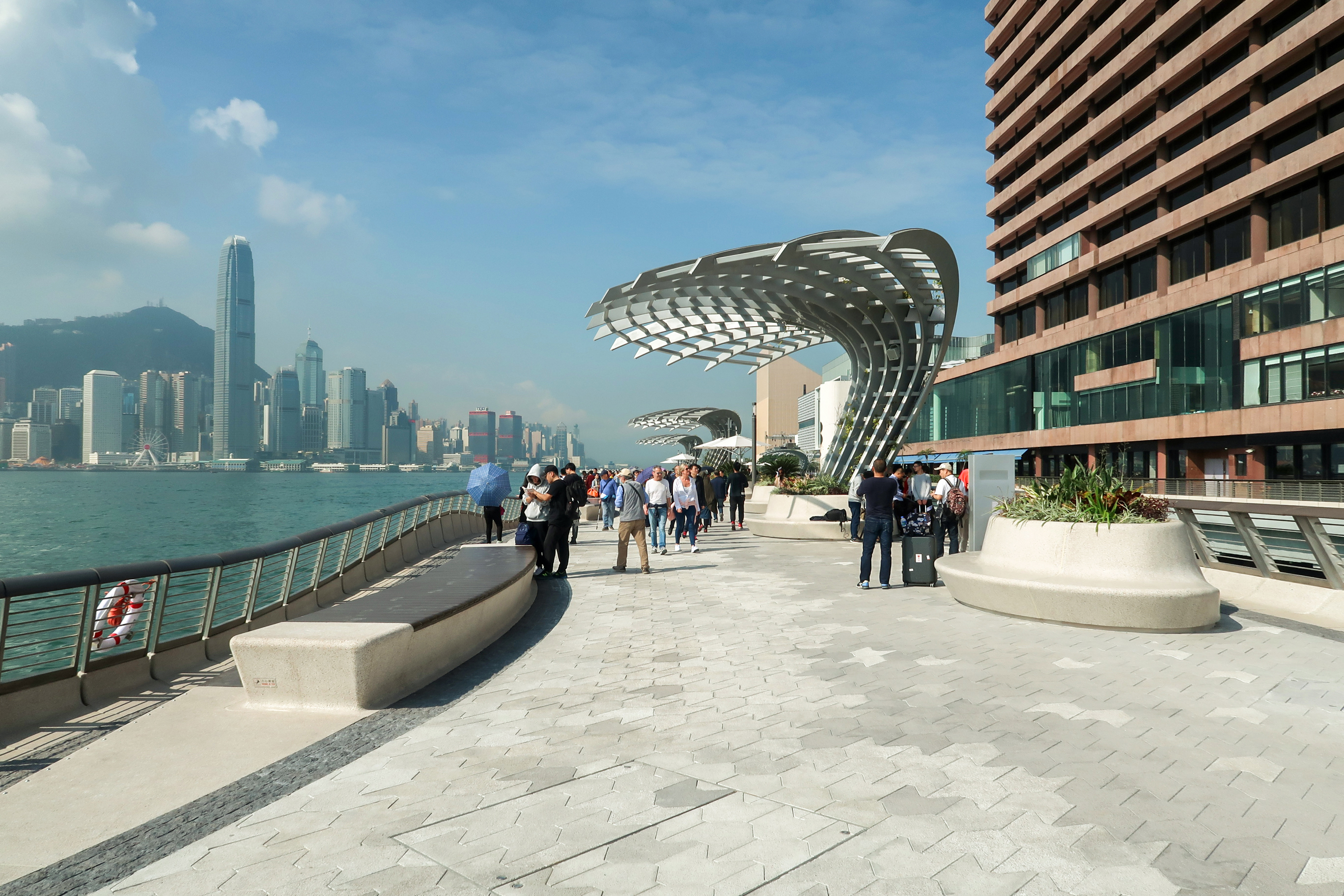
星光大道
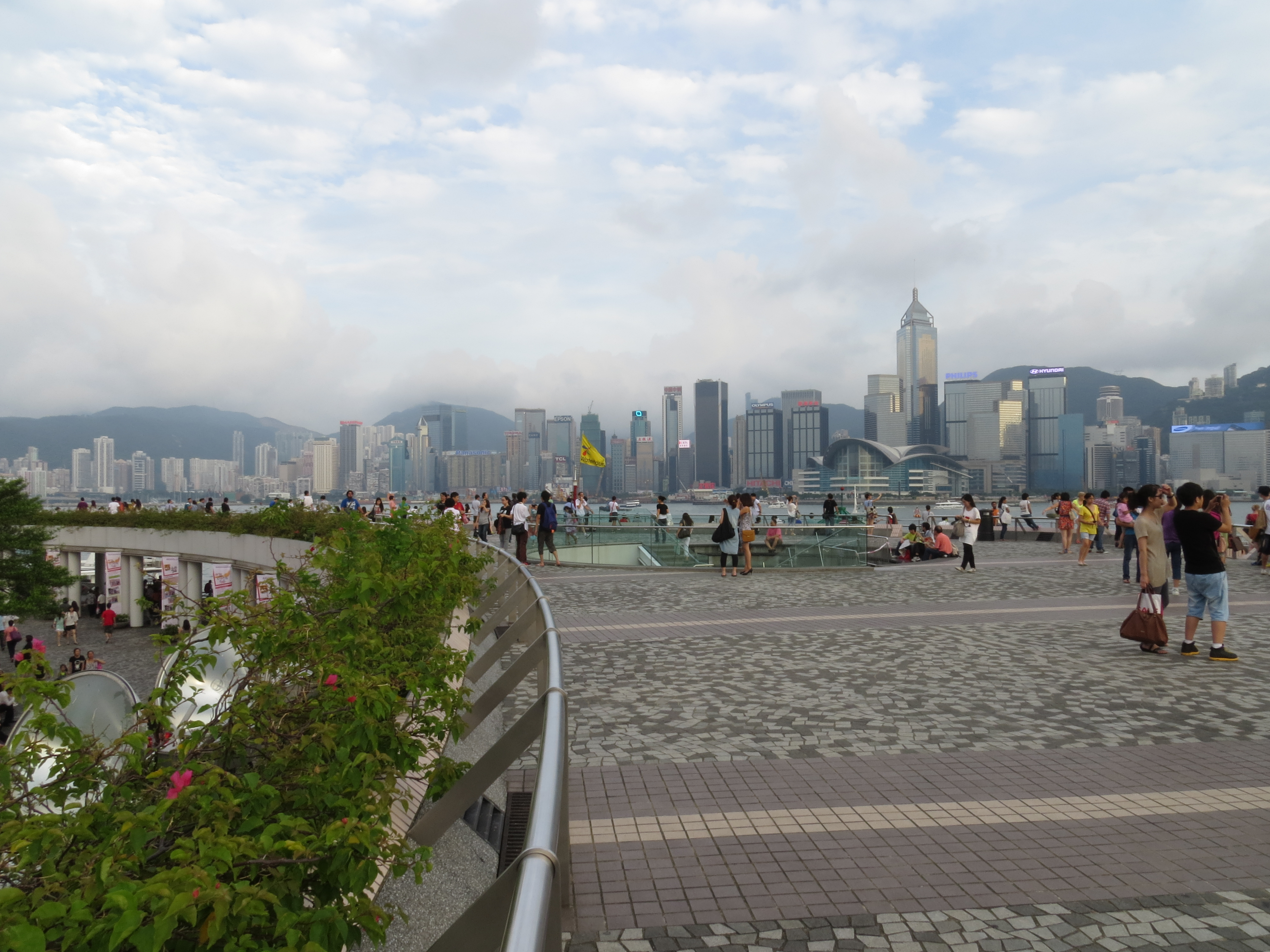
海濱觀景台的西端望向東南面

## 活化海旁工程
到2015年，康樂及文化事務署及新世界發展提出活化梳士巴利花園、星光大道及尖沙咀海濱花園計劃。城規會文件指出，有關活化海濱計劃，由香港文化中心以西的梳士巴利花園開始，經過星光大道，一直延伸至連接紅磡鐵路站的尖沙咀海濱花園，佔地近38,000平方米。
文件又指出，現時尖沙咀海濱花園大部分的用地都未被充分利用，建議天橋下的空間及綠化空間加設新的食肆及商店，以提升功能性及質素。其中尖沙嘴中心對面會加建一座香港電影發展歷史的展覽場，有食店及零售店。展覽場上蓋是園林觀景瞭望台。海濱花園尾段會發展為天橋花園及表演場地休閒區，紅磡繞道天橋下的空間預留作多功能空間，可供舉辦文化活動及才藝表演。
整項工程完成後，部份範圍內的休憩用地將會位處平台上，並表示休憩用地較現時增加約十個百分點。

### 活化爭議
城規會共接獲340份意見，僅9份支持，反對意見佔多達97%，但都會規劃小組委員會經兩個多小時討論及閉門會議後，以將來的營運情況非城規會考慮因素為理由，決定有條件通過申請。康文署署長李美嫦指新世界多年管理星光大道往績很好，而政府毋須付出金錢，故此與一般投標不可同日而語。而身兼小組主席的規劃署署長凌嘉勤指，管理權並非城規會審議範圍，公私營合作政策一直都有，至於具體上如何使用就因地制宜，並非委員會審批的範圍。規劃署高級城市規劃師阮文倩強調，土地擁有權依然屬政府。
城規會批准管理年期比原定再延長至少11年，至2035年，令新世界持有的商業及康樂樓面大增至逾8萬平方呎，並設總樓面面積達9500平方呎的餐飲設施。城規會亦要求新世界須確保尖沙嘴中心對開的擬設電影館旁的通道須有7.5米闊，並建議縮小電影館規模，但新世界無須跟從城規會的考慮。
尖東海濱予新世界事件惹來各界批評，公民黨立法會議員毛孟靜指星光大道本是公共空間，政府卻在無諮詢下交予發展商，有官商勾結之嫌。公共專業聯盟政策召集人黎廣德指將海濱交由發展商管理應公開招標，政府明顯違反程序。長春社高級公共事務經理李少文建議，私營機構管理公共空間時，勿只顧商戶或遊客利益。
前期工程於2015年7月底開始，落地玻璃餐廳範圍及部份綠化空間已封閉。星光大道擬9月率先關閉，尖東尖沙嘴中心對開的海濱花園則擬2016年初關閉，預料2017年起陸續完成工程並重開，至2018年完成所有工程。最終只有落地玻璃餐廳範圍進行少量翻新。其他工程沒有進行。

## 禁煙安排
此場地（包括吸煙區）禁止吸煙。

## 附近景點
- 尖沙咀東海濱平台花園
- 香港星光大道
- 香港文化中心
- 香港太空館
- 香港藝術館（於2015年8月3日起閉館3年進行翻新擴建，已於2019年11月重新開放）
- 尖沙咀鐘樓
- 梳士巴利花園藝術廣場

## 外部連結
- 尖沙咀海濱花園美化工程（PDF格式） （页面存档备份，存于）
- 優化尖沙咀海濱計劃

22°17′46″N 114°10′38″E / 22.2962°N 114.1771°E